# Wauchula
Wauchula è una città degli Stati Uniti d'America situata in Florida, nella Contea di Hardee, della quale è anche il capoluogo.